# Bucephalacris bucephalus
Bucephalacris bucephalus är en insektsart som först beskrevs av Karl J. Marschall 1836.  Bucephalacris bucephalus ingår i släktet Bucephalacris och familjen gräshoppor. Inga underarter finns listade i Catalogue of Life.